# Seufzer eines Ungeliebten — Gegenliebe (Beethoven)
Soupir du mal-aimé — Amour réciproque
Seufzer eines Ungeliebten — Gegenliebe (Soupir du mal-aimé — Amour réciproque), WoO 118, est une cantate profane pour voix et piano de Ludwig van Beethoven, composée à la fin 1794 ou en 1795 à partir de deux poèmes complémentaires du recueil Lyrische Gedichte (1789) de Gottfried August Bürger, réunis en un seul. Beethoven le propose à l'éditeur Peters de Leipzig dans une lettre du 5 juin 1822, mais il n'est publié que de manière posthume en 1837 par Anton Diabelli.
L'œuvre est écrite peu après l'arrivée de Beethoven à Vienne en novembre 1793 pour y prendre des leçons auprès de Joseph Haydn qui, lui aussi, a mis en musique le Gegenliebe (Hob. XVIIa:16). Les esquisses sont mêlées à celle d'une autre cantate, Adelaide. C'est aussi la période des premières amours d'un jeune homme :

« À Vienne, aussi longtemps du moins que j'y ai vécu, Beethoven était toujours engagé dans des liaisons amoureuses, et il avait à cette époque fait des conquêtes qui auraient été fort difficiles, sinon impossible à plus d'un Adonis. — Un homme peut-il, sans avoir connu l'amour dans ses plus intimes mystères, avoir composé Adelaide, Fidelio et tant d'autres ouvrages? […] Je remarquerai encore que, autant que je le sache, tous les objets de ses passions étaient d'un rang élevé. »

— Franz Gerhard Wegeler, Notices biographiques sur Ludwig van Beethoven, p. 43-44.
Gegenliebe marque la première apparition de la mélodie que Beethoven utilisera dans la Fantaisie chorale opus 80 pour piano, chœur et orchestre en 1808 et qui est une préfiguration de « l'Ode à la joie » de la Neuvième symphonie.

## Le texte
| Seufzer eines Ungeliebten | Soupir du mal-aimé |
| Hast du nicht Liebe zugemessen Dem Leben jeder Kreatur? Warum bin ich allein vergessen, Auch meine Mutter du! du Natur?                                | L'amour, ne l'as-tu pas accordé À la vie de chaque créature? Pourquoi suis-je seul, oublié Toi aussi, mère! toi la Nature?                                                       |
| Wo lebte wohl in Forst und Hürde, Und wo in Luft und Meer, ein Tier, Das nimmermehr geliebet würde? — Geliebt wird alles außer mir!                    | Où peut bien vivre, dans la forêt ou la haie Et où dans les airs ou la mer, un animal Qui plus jamais ne sera aimé? — Tous, à part moi, sont aimés!                              |
| Wenn gleich [im Hain, auf Flur und Matten] Sich Baum und Staude, Moos und Kraut Durch Lieb' und Gegenliebe gatten; Vermählt sich mir doch keine Braut. | Alors que dans les bosquets, à la campagne ou dans les pâturages Arbres et arbustes, mousse et herbe D'amour et d'amour réciproque, s'unissent Aucune fiancée ne se marie à moi. |
| Mir wächst vom süßesten der Triebe Nie Honigfrucht zur Lust heran. Denn ach! mir mangelt Gegenliebe, [Die Eine, nur Eine] gewähren kann.               | Pour moi, de la plus douces des pousses Jamais ne croît la pomme d'amour à savourer. Ah! il me manque l'amour réciproque, qu'une, une seule, peut accorder.                      |

La première strophe du « Soupir du mal-aimé » fonctionne un peu comme un récitatif précédant une aria à l'opéra et met en perspective le texte qui suit. Dans ce cas, notre mal-aimé demande à mère nature pourquoi lui seul, de tous les êtres vivants, est sans amour. Il énumère ensuite, en descendant la chaîne alimentaire, des animaux de la forêt, la mousse et les herbes, dans sa description des créatures qui sont aimées. Dans la dernière strophe, nous apprenons finalement la véritable source de l'angoisse du mal-aimé: l'amour réciproque d'une personne en particulier, pas n'importe qui — Beethoven appuie ce point en modifiant le texte d'origine. Cette dernière strophe lance le Gegenlieb enchaîné.
| Gegenliebe | Amour donné |
| Wüßt' ich, wüßt' ich, daß du mich Lieb und wert ein bißchen hieltest, Und von dem, was ich für dich, Nur ein Hundertteilchen fühltest; | Si je savais que tu m'aimais et m'accordais un peu de valeur, et si de ce que je ressens pour toi, tu en ressentais ne serait-ce qu'un centième ; |
| Daß dein Dank hübsch meinem Gruß Halben Wegs entgegen käme, Und dein Mund den Wechselkuß Gerne gäb' und wiedernähme:                   | si tes remerciements à mon salut venaient seulement à mi-chemin, et ta bouche rendait le baiser de bon cœur et en acceptait encore :              |
| Dann, o Himmel, außer sich, Würde ganz mein Herz zerlodern! Leib und Leben könnt' ich dich Nicht vergebens lassen fodern! —            | Alors, ô ciel, hors de lui, tout mon cœur s'enflammerait ! Le corps et la vie je ne peux pas les laisser te demander pour rien !                  |
| Gegengunst erhöhet Gunst, Liebe nähret Gegenliebe, Und entflammt zu Feuersbrunst, Was ein Aschenfünkchen bliebe.                       | L'affection donnée accroît l'affection, l'amour donné nourrit l'amour et enflamme une tempête de feu, là où seules des cendres brûleraient.       |

Gegenliebe est la rêverie du mal-aimé sur ce que serait la vie si l'objet de son affection répondait à son amour. Si seulement elle se souciait de lui, ne fût-ce que cent fois moins que lui pour elle, son cœur s'enflammerait, car l'amour réciproque augmente l'amour en retour.

## La musique
Soupir d'un mal-aimé — Amour réciproque est un récitatif et aria en deux parties dans lequel Beethoven reflète le contenu émotionnel contrasté des deux poèmes par des tonalités, des tempos et des mesures contrastées. La forme sonate domine l'œuvre. La première strophe du Soupir d'un mal-aimé est en style récitatif en ut mineur, le piano ponctuant par des accords sur la dominante de mi bémol majeur. Le passage au piano qui suit introduit l'aria enchaînée en mi bémol majeur, le relatif majeur d’ut mineur. Les deux lieds sont enchaînés par un passage au piano et une répétition hésitante : « Wüsst ich », les paroles qui ouvrent le « Gegenlieb ».

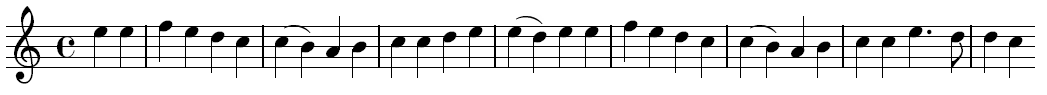
Thème A du lied Gegenliebe. L'analogie avec le thème de la joie de la Neuvième symphonie est déjà frappante.

Structurellement, Gegenlieb est inhabituel : les trois premières strophes suivent le modèle A—B—A, tandis que la dernière strophe est contraste et évolue vers la dominante. La structure entière est répétée deux fois, un passage de modulations au piano et de nouvelles répétitions de « Wüsst ich » fournissent un lien. Toutefois, la musique de la strophe finale n'évolue pas à la dominante, mais est redirigée vers la tonique d’ut majeur,.
Bien qu'en progression par rapport aux lieder de la période de Bonn, Seufzer eines Ungeliebten — Gegenliebe ne montre pas l'indépendance relative du piano et des parties vocales qui sera évidente dans les lieder plus tardifs de Beethoven : tels que Der Kuss, opus 128 et An die ferne Geliebte, opus 98.